# محمود عبدالرحیم
محمود عبدالرحیم (عربی: محمود عبد الرحيم؛ زادهٔ ۱۰ ژوئیهٔ ۱۹۸۷) یک فوتبالیست حرفه ای مصری است که به عنوان دروازه‌بان برای باشگاه لیگ برتر مصر «زمالک» و تیم ملی فوتبال مصر بازی می‌کند.